# ميزوكي أندو
ميزوكي أندو (باليابانية: 安藤 瑞季) (مواليد 19 يوليو 1999) هو لاعب كرة قدم ياباني.

## وصلات خارجية
- ميزوكي أندو على موقع رابطة كرة القدم اليابانية للمحترفين (اليابانية)
- ميزوكي أندو على موقع قاعدة بيانات كرة القدم.إي يو (الإنجليزية)
- ميزوكي أندو على موقع Soccerway.com (الإنجليزية)
- ميزوكي أندو على موقع عالم كرة القدم.نت (الإنجليزية)